# Mapei (wielerploeg)
Mapei was een Italiaans-Belgische wielerploeg die bestond van 1993 tot 2002. De squadra azzurra of blauwe armada, zoals de ploeg ook genoemd werd, was vooral succesvol in eendagswedstrijden en wielerklassiekers. Het motto van de ploeg was vincere insieme, samen winnen, wat het sterkst tot uiting kwam in Parijs-Roubaix, waar tot driemaal toe (1996, 1998 en 1999) het volledige podium gevuld was met Mapei-renners. Hoofdsponsor was het Italiaans chemiebedrijf Mapei. De maecenas was Giorgio Squinzi.

## Cosponsors
De wielrenploeg had meestal een belangrijke cosponsor, zodat er ook vanuit de sponsoring een Italiaanse en Belgische inbreng was:
- CLAS: 1994
- GB: 1995-1997
- Bricobi: 1998-1999
- Quick.Step: 2000-2002

## Geschiedenis
In 1993, kort voor de aanvang van de Ronde van Italië, vervangt Mapei Eldor als hoofdsponsor van een profploeg. In het eerste jaar boeken ze slechts 1 overwinning: de Trofeo Melinda.
In 1994 fuseert met het Spaanse team CLAS-Cajastur, en dat jaar boeken ze meteen 58 overwinningen waardoor ze meteen de rangschikking van de UCI aanvoeren aan het eind van het seizoen. Gianluca Bortolami wint onder meer het Kampioenschap van Zürich en de wereldbeker. Tony Rominger wint de Ronde van Spanje.
In 1995 krijgt Mapei een Belgische injectie, met GB als cosponsor, dat de jaren voordien een van de twee grote sponsors was in de Belgisch-Italiaans topploeg GB-MG Maglificio. In totaal boeken ze 81 overwinningen, waaronder het Kampioenschap van Zürich en de wereldbeker met Johan Museeuw, Parijs-Roubaix met Franco Ballerini, de Ronde van Italië met Rominger en het WK met Abraham Olano. Mapei is opnieuw eerste op de UCI-ranking.
In 1996 zijn er in totaal 82 overwinningen voor Mapei, waaronder de wereldbeker, het WK en Parijs-Roubaix met Museeuw (dat jaar draaien er drie Mapei-renners als eerste de Vélodrome André Pétrieux van Roubaix op) en de Ronde van Lombardije met Andrea Tafi. Mapei voert voor het derde jaar op rij de UCI-ranking aan.
In 1997 haalt Mapei een recordaantal overwinningen: 95 waaronder de Rochester Classic met Andrea Tafi. Voor de vierde keer op rij voeren ze de UCI-ranking aan.
In 1998 zijn er 68 overwinningen voor Mapei, waaronder de Ronde van Vlaanderen met Johan Museeuw, een derde keer Parijs-Roubaix met Ballerini (waar er voor de tweede keer 3 Mapei-renners op het podium staan) en het WK en de Ronde van Lombardije met Oscar Camenzind. Mapei wint voor het vijfde jaar op rij de UCI-ranking.
In 1999 wint Mapei 51 keer, waaronder Parijs-Roubaix (waar er voor de derde keer 3 Mapei-renners op het podium staan). Mapei is een zesde keer op rij de beste wielerploeg ter wereld volgens de UCI-ranking.
In 2000 zijn er 78 overwinningen voor Mapei, waaronder een vierde Parijs-Roubaix met Museeuw, Luik-Bastenaken-Luik met Paolo Bettini en Parijs-Tours met Tafi. Mapei is een zevende keer op rij de eerste ploeg op de UCI-ranking.
In 2001 zijn er 45 overwinningen voor Mapei, waaronder het Kampioenschap van Zürich met Bettini en het WK met Óscar Freire.
In 2002, het laatste Mapei-jaar, verzamelt de ploeg 95 overwinningen, waaronder een tweede keer Luik-Bastenaken-Luik met Bettini. Dat jaar voeren ze voor de achtste en laatste keer de UCI-ranking aan. Eind 2002 kondigde grote baas Squinzi aan dat Mapei zou stoppen als sponsor, mede doordat een van de Mapei-renners (Stefano Garzelli) in de Ronde van Italië betrapt werd op doping. Toenmalige cosponsor Quick Step zou het volgende jaar de fakkel als hoofdsponsor overnemen. De huidige Quickstep wielerploeg is dus een feitelijke voortzetting van de Mapei-ploeg.

## Palmares
In totaal reed de ploeg 654 overwinningen bij elkaar, waaronder de Vuelta en de Giro, talloze kleinere etappewedstrijden, 18 wereldbekerwedstrijden (waaronder vijf keer Parijs-Roubaix en drie keer de Ronde van Vlaanderen) en vier wereldkampioenschappen. Daarnaast won vier keer een Mapei-renner het eindklassement van de wereldbeker wielrennen, en vijf keer won Mapei het ploegenklassement. De ploeg stond ook 8 seizoenen op kop van de UCI-ranking.

## Team-leiding
- Giorgio Squinzi: directeur van Mapei Group en geldschieter van de ploeg
- Patrick Lefevere: ploegleider en teammanager
- Alvaro Crespi: teammanager
- Luca Guercilena: ploegleider
- Serge Parsani: ploegleider
- Valerio Piva: Ploegleider